# Família IML
Família IML foi um grupo de rap da cidade de Londrina, Paraná, o grupo é composto por Mano Fler, DJ Samu, Tiago, Griloman, Paulinho, Melk e Palmeiras. O grupo foi formado em 2003 por Mano Fler.

## História
Em 2012, o grupo lançou seu primeiro disco, Ao Mesmo Tempo, produzido por Dom Pablo. O álbum contém 15 faixas, com destaque para "Conexão Norte e Sul" e "Londrina Criminal". Uma nova geração do rap, baseado em gangsta rap e horrorcore.
O grupo iniciou-se no rap em 1999, formado em Londrina, participou na maquete ("Vermes da Cidade") do rapper Xksitu em 2004, em 2007 participa em Literatura Subterrânea de Meko, e em 2008 na mixtape Novos Specimens de Sensei D. No mesmo ano lança a sua primeira mixtape, Londrina Criminal, gravada no Disk Studios produzido por Johnny e Holly Hood. Em 2011 participou em projectos de vários rappers, tais como, do rapper Sanguinário, de  Angola, com a mixtape Corre Corre, acabando o ano com o lançamento da sua segunda mixtape “Só Terrorista (Faixa de Gaza)”.
O grupo também foi indicado na categoria do prêmio Hútuz como "Melhor grupo musical ou artista " no Hutúz. Em 2012, o grupo lançou seu primeiro trabalho, o álbum "Ao Mesmo Tempo", que mescla o rap com gangsta rap e funk. Junto com o álbum foi lançado um single, "Londrina Criminal" (remix).

## Discografia

### Álbuns de estúdio
| Ano  | Título         |
| ---- | -------------- |
| 2012 | Ao Mesmo Tempo |

## Prêmios[3]
| Ano  | Trabalho nomeado                | Prêmio       | Resultado |
| ---- | ------------------------------- | ------------ | --------- |
| 2010 | Melhor grupo musical ou artista | Prêmio Hutúz | Venceu    |
| 2012 | Revelação                       | Prêmio Hutúz | Indicado  |